# HD 72659 b
HD 72659 b是一顆質量至少是木星3.3倍的巨大類木行星，距離母恆星約4.77天文單位，公轉週期3630日。該行星的軌道離心率0.269，因此和母恆星之間的距離在3.49到6.05天文單位之間變化。

## 外部連結
- . Exoplanets.   [2012-11-17]. （原始内容存档于2009-11-25）.
- . Extrasolar Visions.   [2012-11-17]. （原始内容存档于2011-08-24）.